# Электронный счётчик импульсов

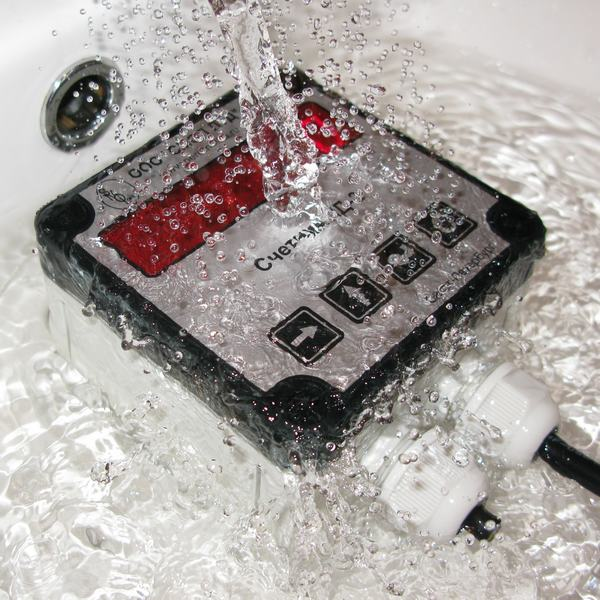
Электронный счётчик импульсов ИД-2 в герметичном корпусе.

Электронный счётчик импульсов предназначен для:
- подсчёта количества импульсов, поступающих с измерительных датчиков на счётные входы (или один счётный вход) счётчика импульсов и пересчёта их в требуемые физические единицы измерения путём умножения на заданный множитель (например, в метры, литры, штуки, килограммы и т. д.);

- подсчёта суммарной выработки за смену, сутки, неделю, месяц и т. д.;
- управления исполнительными механизмами одним или несколькими дискретными выходами (чаще всего, в счётчиках импульсов в качестве дискретного выхода используется реле или оптопара).

Как правило, в качестве датчика применяется механический прерыватель или индуктивный датчик (бесконтактный датчик) или энкодер.
Электронные счётчики импульсов могут иметь высокую степень защиты от пыли и воды (например, IP65).
Счётчик импульсов (некоторые модели) может иметь встроенную функцию тахометра или расходомера.
Электронные счётчики импульсов сохраняют результат измерений при исчезновении напряжения питания в течение неограниченного периода времени в энергонезависимой памяти (EEPROM). После возврата напряжения питания счёт импульсов продолжается, начиная с сохранённого значения; некоторые модели счётчиков импульсов идентифицируют факт пропадания напряжения питания во время работы.
Некоторые модели имеют интерфейс для подключения к сети или компьютеру (например, RS485, RS232, CAN), а также аналоговый выход ЦАП, который может быть использован как для передачи информации другим контрольно-измерительным приборам управления исполнительными механизмами (например, электроприводом).
Кроме того, счётчики импульсов классифицируют по направлению счёта (режиму работы):
- суммирующие счётчики импульсов;
- вычитающие счётчики импульсов;
- реверсивные счётчики импульсов.

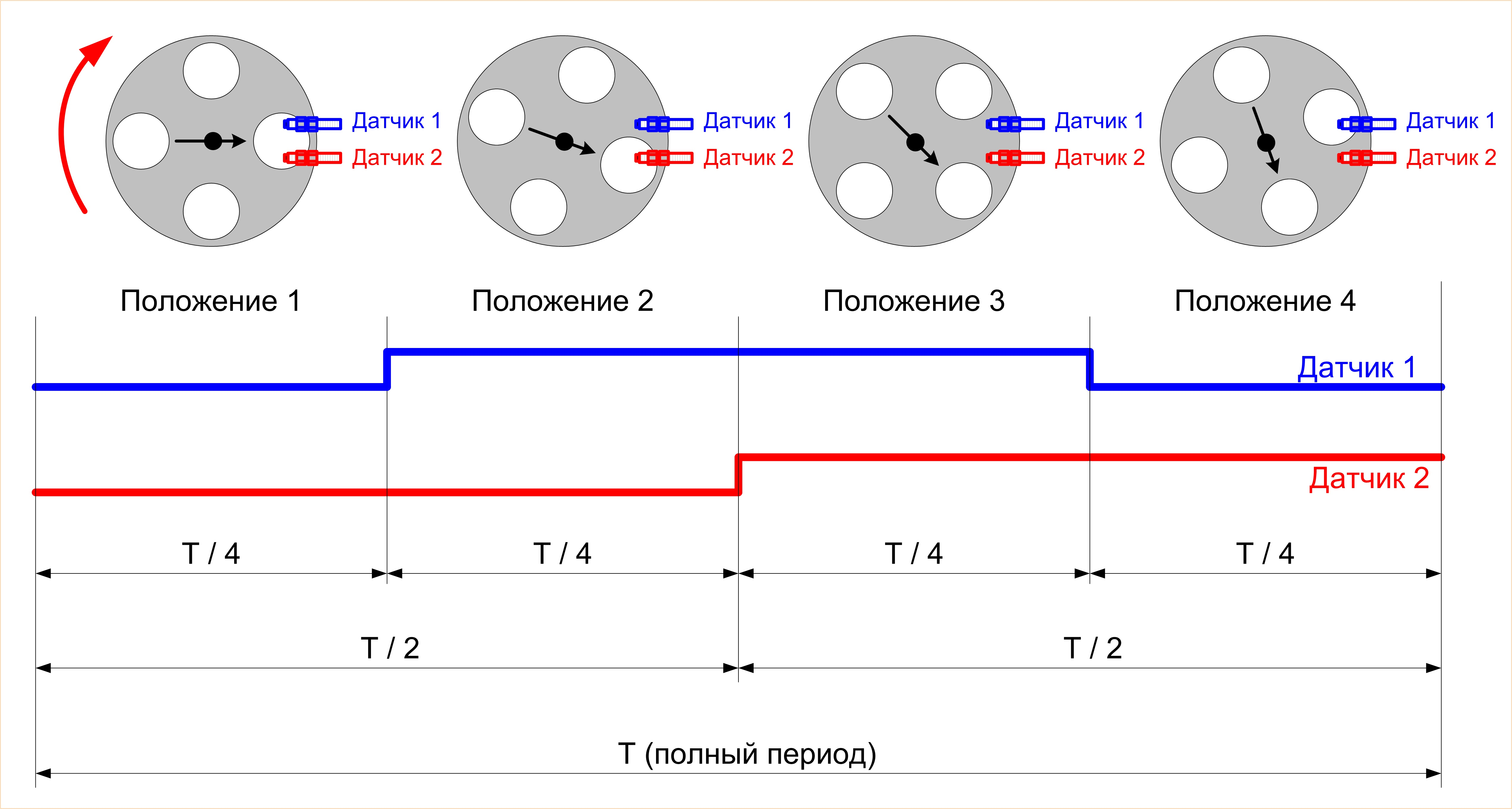
Импульсы от энкодера с определением направления вращения

Реверсивные счётчики импульсов чаще всего используются при работе с 2-х канальными энкодерами или с двумя индуктивными датчиками, при этом:
- автоматически счётчиком импульсов определяется направление вращения энкодера;
- происходит увеличение в 4 раза разрешающей способности энкодера, то есть 1 полный импульс c энкодера счётчик импульсов превращает в 4 инкремента (см. рис. поясняющий работу счётчика импульсов в реверсивном режиме).